# 이시유 (배우)
이시유는 배우이자 모델이다. 2000년에 SBS 9기 공채 탤런트로 선발되었으며, 동상과 협찬사상을 수상하였다

## 학력
- 홍익대학교 영어영문학 (졸업)
- Robert Louis Stevenson School, Pebble Beach, CA, USA 고등학교 졸업

## 출연작

### 영화
- 《공모자들》 (2012년) - LJ 여직원 1 역
- 《두 남자》 (2016년) - 형석 처 역

### 드라마
- 《내사랑 누굴까》 (KBS2, 2002년) - 주미 역
- 《혼수》 (KBS2, 2003년) - 정아 역
- 《기쁜 소식》 (MBC, 2003년)
- 《결혼해주세요》 (KBS2, 2010년) - 이간호사 역
- 《파라다이스 목장》 (SBS, 2011년)
- 《사랑을 믿어요》 (KBS2, 2011년) - 이민영 역
- 《보스를 지켜라》 (SBS, 2011년) - 추혜진 역
- 《일년에 열두남자》 (tvN, 2012년) - 윤수석 역
- 《구암 허준》 (MBC, 2013년) - 유월 역
- 《트라이앵글》 (MBC, 2014년) - 고청자 역
- 《38사기동대》 (OCN, 2016년) - 최미숙 역
- 《리턴》 (SBS, 2018년) - 최경민 역
- 《배가본드》 (SBS, 2019년) - 서영지 역 - 청와대 대변인.
- 《우아한 모녀》 (KBS, 2019년 ~ 2020년) - 황자영 역
- 《펜트하우스》 (SBS, 2020년) - 천서진의 고등학교 선배 <황보영> 역 (특별출연)
- 《이상한 변호사 우영우》 (ENA, 2022년) - 이수진 태산인사팀장 역 (특별출연)

## 수상
- 2000년 SBS 톱탤런트 선발대회 동상